# Championnats d'Amérique du Sud d'athlétisme 2001
Navigation
Bogotá 1999 Barquisimeto 2003
Les 41e Championnats d'Amérique du Sud d'athlétisme ont eu lieu du 18 au 20 mai 2001 à Manaus, au Brésil.

## Résultats

### Hommes
| Épreuve | Or                                                                                       | Or                 | Argent                                                                            | Argent             | Bronze                                                                          | Bronze             |
| --- | ---------------------------------------------------------------------------------------- | ------------------ | --------------------------------------------------------------------------------- | ------------------ | ------------------------------------------------------------------------------- | ------------------ |
| 100 m | Raphael de Oliveira Brésil                                                               | 10 s 36            | Cláudio Souza Brésil                                                              | 10 s 37            | Heber Viera Uruguay                                                             | 10 s 37            |
| 200 m | André Domingos Brésil                                                                    | 20 s 52            | Heber Viera Uruguay                                                               | 20 s 68            | Augusto Santos Brésil                                                           | 21 s 02            |
| 400 m | Sanderlei Parrela Brésil                                                                 | 45 s 11 CR         | Valdinei da Silva Brésil                                                          | 46 s 50            | Jonathan Palma Venezuela                                                        | 46 s 78            |
| 800 m | Hudson de Souza Brésil                                                                   | 1 min 47 s 20      | Flávio Godoy Brésil                                                               | 1 min 47 s 65      | Simoncito Silveira Venezuela                                                    | 1 min 48 s 54      |
| 1 500 m | Hudson de Souza Brésil                                                                   | 3 min 36 s 47 CR   | Edgar de Oliveira Brésil                                                          | 3 min 43 s 56      | Sebastián González Cabot Argentine                                              | 3 min 45 s 35      |
| 5 000 m | Elenilson da Silva Brésil                                                                | 14 min 10 s 94     | José Frazão Brésil                                                                | 14 min 25 s 35     | José Alejandro Semprún Venezuela                                                | 14 min 32 s 90     |
| 10 000 m | Néstor García Uruguay                                                                    | 30 min 17 s 09     | José Alejandro Semprún Venezuela                                                  | 30 min 24 s 56     | Oscar Cortínez Argentine                                                        | 31 min 12 s 45     |
| 3000 m steeple | Celso Ficagna Brésil                                                                     | 8 min 44 s 83      | Emigdio Delgado Venezuela                                                         | 8 min 47 s 55      | Adelar Schuler Brésil                                                           | 8 min 51 s 70      |
| 110 m haies | Márcio de Souza Brésil                                                                   | 13 s 64 CR         | Redelén dos Santos Brésil                                                         | 13 s 87            | Paulo Villar Colombie                                                           | 13 s 88            |
| 400 m haies | Anderson dos Santos Brésil                                                               | 50 s 48            | Carlos Zbinden Chili                                                              | 50 s 99            | João dos Santos Brésil                                                          | 51 s 04            |
| Saut en hauteur | Jessé de Lima Brésil                                                                     | 2,20 m             | Alfredo Deza Pérou                                                                | 2,20 m             | Felipe Apablaza Chili                                                           | 2,15 m             |
| Saut à la perche | Javier Benítez Argentine                                                                 | 5,40 m CR          | Ricardo Diez Venezuela                                                            | 5,35 m =NR         | Gustavo Rehder Brésil                                                           | 5,15 m             |
| Saut en longueur | Nelson Ferreira Brésil                                                                   | 7,67 m             | Lewis Asprilla Colombie                                                           | 7,48 m w           | Esteban Copland Venezuela                                                       | 7,31 m             |
| Triple saut | Jadel Gregório Brésil                                                                    | 16,98 m            | Messias José Baptista Brésil                                                      | 16,23 m            | Freddy Nieves Équateur                                                          | 16,14 m            |
| Lancer du poids | Marco Antonio Verni Chili                                                                | 18,57 m            | Yojer Medina Venezuela                                                            | 18,49 m            | Édson Miguel Brésil                                                             | 17,00 m            |
| Lancer du disque | Marcelo Pugliese Argentine                                                               | 56,30 m            | João dos Santos Brésil                                                            | 54,40 m            | Julio Piñero Argentine                                                          | 54,10 m            |
| Lancer du marteau | Juan Cerra Argentine                                                                     | 73,95 m CR         | Adrián Marzo Argentine                                                            | 69,69 m            | Eduardo Acuña Pérou                                                             | 63,53 m            |
| Lancer du javelot | Luiz da Silva Brésil                                                                     | 74,50 m            | Nery Kennedy Paraguay                                                             | 74,41 m            | Manuel Fuenmayor Venezuela                                                      | 71,44 m            |
| Décathlon | Édson Bindilatti Brésil                                                                  | 7 564 pts          | Eric Kerwitz Argentine                                                            | 7 305 pts          | Enrique Aguirre Argentine                                                       | 7 226 pts          |
| 20 000 m marche | José Alessandro Baggio Brésil                                                            | 1 h 31 min 42 s 84 | Mário dos Santos Brésil                                                           | 1 h 32 min 45 s 90 | Xavier Moreno Équateur                                                          | 1 h 35 min 42 s 11 |
| 4 × 100 m | Brésil Raphael de Oliveira Cláudio Roberto Souza Vicente Lenílson de Lima André Domingos | 38 s 67            | Venezuela Juan Morillo José Peña José Carabalí Helly Ollarves                     | 40 s 02            | Uruguay Heber Viera Rubén Techeira Danielo Estefan José Daniel García           | 40 s 34            |
| 4 × 400 m | Venezuela Jonathan Palma Luis Luna Simoncito Silvera William Hernández                   | 3 min 06 s 31      | Brésil Valdinei da Silva Luís Antônio Elói Anderson Jorge dos Santos Flávio Godoy | 3 min 06 s 64      | Argentine Gustavo Aguirre Sebastián González Cabot Gabriel Heredia Eric Kerwitz | 3 min 13 s 88      |
| Records et Performances - AR : Record continental (area record) - CR : Record des championnats (championship record) - MR : Record du meeting (meet record) - NR : Record national (national record) - OR : Record olympique (olympic record) - PR : Record paralympique (paralympic record) - PB : Record personnel (personal best) - SB : Meilleure performance personnelle de la saison (season's best) - WL : Meilleure performance mondiale de l'année (world leader) - WJR : Record du monde junior (world junior record) - WR : Record du monde (world record) Circonstances et Conditions - DNF : N'a pas terminé (did not finish) - DNS : N'a pas pris le départ (did not start) - DQ : Disqualification (disqualification) - NM : Aucun essai valable enregistré (No Mark) - Q : Qualifié « directement » au prochain tour (ou à la prochaine compétition), lors d'une compétition majeure, grâce au classement ou à la réalisation des minima (automatic qualifier) - q : Qualifié au prochain tour (ou à la prochaine compétition), lors d'une compétition majeure, grâce au repêchage ou à la réalisation de l'une des meilleures performances parmi celles des « non qualifiés directement » (grâce au meilleur temps ou à la meilleure distance par exemple) (secondary qualifier) |                                                                                          |                    |                                                                                   |                    |                                                                                 |                    |

### Femmes
| Épreuve | Or                                                                                      | Or                 | Argent                                                                      | Argent                         | Bronze                                                                       | Bronze                         |
| --- | --------------------------------------------------------------------------------------- | ------------------ | --------------------------------------------------------------------------- | ------------------------------ | ---------------------------------------------------------------------------- | ------------------------------ |
| 100 m | Lucimar de Moura Brésil                                                                 | 11 s 55            | María Isabel Coloma Chili                                                   | 11 s 79                        | Rosemar Coelho Brésil                                                        | 11 s 79                        |
| 200 m | Felipa Palacios Colombie                                                                | 23 s 36            | Rosemar Coelho Brésil                                                       | 23 s 52                        | Lucimar de Moura Brésil                                                      | 23 s 68                        |
| 400 m | Luciana Mendes Brésil                                                                   | 52 s 76            | Maria Laura Almirão Brésil                                                  | 53 s 14                        | Norma González Colombie                                                      | 53 s 29                        |
| 800 m | Luciana Mendes Brésil                                                                   | 2 min 00 s 04 CR   | Letitia Vriesde Suriname                                                    | 2 min 00 s 93                  | Marlene da Silva Brésil                                                      | 2 min 05 s 82                  |
| 1 500 m | Letitia Vriesde Suriname                                                                | 4 min 19 s 97      | Célia dos Santos Brésil                                                     | 4 min 23 s 91                  | Andréa da Silva Brésil                                                       | 4 min 28 s 01                  |
| 5 000 m | Maria Rodrigues Brésil                                                                  | 16 min 35 s 1      | Selma dos Reis Brésil                                                       | 16 min 40 s 0                  | María Paredes Équateur                                                       | 16 min 53 s 5                  |
| 10 000 m | Maria Rodrigues Brésil                                                                  | 35 min 25 s 70     | Rosa Apaza Bolivie                                                          | 35 min 30 s 04                 | Adriana de Souza Brésil                                                      | 35 min 30 s 06                 |
| 3000 m steeple | Michelle Costa Brésil                                                                   | 10 min 31 s 30 CR  | Claudia Camargo Argentine                                                   | 10 min 58 s 81                 | Magda Azevedo Brésil                                                         | 11 min 03 s 95                 |
| 100 m haies | Maurren Maggi Brésil                                                                    | 12 s 71 AR CR      | Maíla Machado Brésil                                                        | 13 s 18                        | Sandrine Legenort Venezuela                                                  | 13 s 88                        |
| 400 m haies | Isabel Silva Brésil                                                                     | 57 s 47            | Princesa Oliveros Colombie                                                  | 58 s 76                        | Luciana França Brésil                                                        | 58 s 87                        |
| Saut en hauteur | Luciane Dambacher Brésil Thais de Andrade Brésil                                        | 1,83 m             | Pas d’autre médaille attribuée                                              | Pas d’autre médaille attribuée | Pas d’autre médaille attribuée                                               | Pas d’autre médaille attribuée |
| Saut à la perche | Alejandra García Argentine                                                              | 4,00 m             | Alina Alló Argentine                                                        | 3,90 m                         | María Paz Ausín Chili Karen da Silva Brésil                                  | 3,70 m                         |
| Saut en longueur | Maurren Maggi Brésil                                                                    | 6,69 m             | Luciana dos Santos Brésil                                                   | 6,10 m                         | Helena Guerrero Colombie                                                     | 6,04 m                         |
| Triple saut | Keila Costa Brésil                                                                      | 13,61 m            | Luciana dos Santos Brésil                                                   | 13,48 m                        | Mónica Falcioni Uruguay                                                      | 13,43 m                        |
| Lancer du poids | Elisângela Adriano Brésil                                                               | 17,93 m            | Andréa Pereira Brésil                                                       | 15,64 m                        | Marianne Berndt Chili                                                        | 15,38 m                        |
| Lancer du disque | Elisângela Adriano Brésil                                                               | 58,40 m            | Katiusca de Jesus Brésil                                                    | 49,52 m                        | María Eugenia Giggi Argentine                                                | 48,30 m                        |
| Lancer du marteau | Karina Moya Argentine                                                                   | 60,83 m CR         | Josiane Soares Brésil                                                       | 58,81 m                        | Erika Melián Argentine                                                       | 55,70 m                        |
| Lancer du javelot | Carla Bispo Brésil                                                                      | 51,98 m            | Alessandra Resende Brésil                                                   | 50,83 m                        | Romina Maggi Argentine                                                       | 48,90 m                        |
| Heptathlon | Elizete da Silva Brésil                                                                 | 5 338 pts          | Valeria Steffens Chili                                                      | 5 157 pts                      | Mônica Marques Brésil                                                        | 5 125 pts                      |
| 20 000 m marche | Geovana Irusta Bolivie                                                                  | 1 h 42 min 42 s 33 | Gianetti Bonfim Brésil                                                      | 1 h 46 min 02 s 08             | Cristina Bohórquez Colombie                                                  | 1 h 48 min 18 s 75             |
| 4 × 100 m | Brésil Lucimar de Moura Rosemar Coelho Neto Kátia Regina Santos Thatiana Regina Ignâcio | 44 s 32            | Colombie Norma González Digna Luz Murillo Princesa Oliveros Felipa Palacios | 45 s 43                        | Venezuela Jennifer Arveláez Sandrine Legenort Yusmely García Wilmary Álvarez | 47 s 22                        |
| 4 × 400 m | Brésil Maria Laura Almirão Maria Figueirêdo Lucimar Teodoro Luciana Mendes              | 3 min 32 s 43 CR   | Colombie Felipa Palacios Norma González Rosibel García Princesa Oliveros    | 3 min 40 s 27                  | Venezuela Wilmary Álvarez Eliana Pacheco Yusmely García Jenny Mejías         | 3 min 44 s 74                  |
| Records et Performances - AR : Record continental (area record) - CR : Record des championnats (championship record) - MR : Record du meeting (meet record) - NR : Record national (national record) - OR : Record olympique (olympic record) - PR : Record paralympique (paralympic record) - PB : Record personnel (personal best) - SB : Meilleure performance personnelle de la saison (season's best) - WL : Meilleure performance mondiale de l'année (world leader) - WJR : Record du monde junior (world junior record) - WR : Record du monde (world record) Circonstances et Conditions - DNF : N'a pas terminé (did not finish) - DNS : N'a pas pris le départ (did not start) - DQ : Disqualification (disqualification) - NM : Aucun essai valable enregistré (No Mark) - Q : Qualifié « directement » au prochain tour (ou à la prochaine compétition), lors d'une compétition majeure, grâce au classement ou à la réalisation des minima (automatic qualifier) - q : Qualifié au prochain tour (ou à la prochaine compétition), lors d'une compétition majeure, grâce au repêchage ou à la réalisation de l'une des meilleures performances parmi celles des « non qualifiés directement » (grâce au meilleur temps ou à la meilleure distance par exemple) (secondary qualifier) |                                                                                         |                    |                                                                             |                                |                                                                              |                                |

## Tableau des médailles
| Rang | Nation    | Or | Argent | Bronze | Total |
| ---- | --------- | -- | ------ | ------ | ----- |
| 1    | Brésil    | 34 | 22     | 14     | 70    |
| 2    | Argentine | 5  | 4      | 8      | 17    |
| 3    | Venezuela | 1  | 5      | 8      | 14    |
| 4    | Colombie  | 1  | 4      | 4      | 9     |
| 5    | Chili     | 1  | 3      | 3      | 7     |
| 6    | Uruguay   | 1  | 1      | 3      | 5     |
| 7    | Bolivie   | 1  | 1      | 0      | 2     |
| 7    | Suriname  | 1  | 1      | 0      | 2     |
| 9    | Pérou     | 0  | 1      | 1      | 2     |
| 10   | Paraguay  | 0  | 1      | 0      | 1     |
| 11   | Équateur  | 0  | 0      | 3      | 3     |